# الانتخابات البرلمانية اللبنانية 1957
الانتخابات العامة اللبنانية 1957 أجريت في الفترة 9 - 23 يونيو 1957،  لأنتخاب أعضاء مجلس النواب التاسع، حيث فاز المرشحون المستقلون بأغلبية المقاعد. وكانت نسبة المشاركة 53.2 ٪. وكانت عدد المقاعد 66 مقعداً.
أدعى أسعد أبو خليل أن الانتخابات زورت من قبل كميل شمعون بمساعدة من الولايات المتحدة.

## أحداث
عندما طرح رئيس الجمهورية كميل شمعون قانون الانتخاب الجديد، وجدته المعارضة يهدف لإنهاء القادة البارزين مثل كمال جنبلاط وصائب سلام وأحمد الأسعد، ودفعت المعارضة إلى التظاهر في أيار/مايو 1957، وواجهتها القوى الأمنية بالنار وسقط عدداً من المتظاهرين، وأنفجر الصراع بين المعارضة والسلطة إثر اغتيال الصحافي نسيب المتني في أيار/مايو من عام 1958.
دفع الرئيس كميل شمعون قوات الأمن الداخلي المحلية للتدخل في الانتخابات والضغط على الناخبين لعدم التصويت لكمال جنبلاط في انتخابات دائرة الشوف التي تُعتبر معقلاً للدروز وحيث تُعتبر بلدة المختارة فيها شبه عاصمة للإمارة الجنبلاطية الدرزية هناك.
واستمر الصراع العسكري مع إنزال للقوات الأميركية على الساحل اللبناني تلبية لطلب سابق من شمعون، الذي رافقه تدخل سياسي من الرئيس المصري جمال عبد الناصر، ووصلت الأحداث إلى اتفاق يقضي بانتخاب قائد الجيش اللواء فؤاد شهاب رئيساً للجمهورية في تموز/يوليو.

## النتائج
| الحزب                         | الأصوات | ٪   | مقاعد | +/-  |
| ----------------------------- | ------- | --- | ----- | ---- |
| الكتلة الوطنية اللبنانية      |         |     | 5     | +2   |
| حزب الاتحاد الدستوري          |         |     | 3     | 0    |
| حزب الكتائب اللبنانية         |         |     | 2     | +1   |
| الحزب التقدمي الاشتراكي       |         |     | 2     | +1   |
| الاتحاد الثوري الأرمني        |         |     | 2     | +1   |
| الحزب السوري القومي الاجتماعي |         |     | 1     | جديد |
| المستقلين                     |         |     | 51    | +16  |
| أصوات غير صالحة / فارغة       |         | -   | -     | -    |
| مجموع                         | 446178  | 100 | 66    | +22  |
| المصدر: Nohlen et al.         |         |     |       |      |

## طالع أيضًا
- مبدأ أيزنهاور

## وصلات خارجية
- مجلس النواب اللبناني